# María Castro
María Castro Jato (Vigo, Pontevedra; 30 de noviembre de 1981) es una actriz, presentadora de televisión, bailarina y ex gimnasta rítmica española.

## Biografía
Fue gimnasta en la disciplina de gimnasia rítmica durante 12 años (desde los 6 hasta los 18 años de edad), consiguiendo el campeonato gallego junto a Nelly Bouso Gasalla y Eva Bouso Gasalla, además de haberlo logrado también en modalidad de conjuntos. Su mayor logro fue ser subcampeona de España en pelota en el Campeonato de España de Clubes y Autonomías en 1996. Posteriormente, consiguió la Diplomatura en Magisterio de Educación Física y la Licenciatura en Ciencias de Actividades Físicas y Deporte en la Facultad de Ciencias de la Educación y del Deporte de Pontevedra por la Universidad de Vigo. Antes de dedicarse por completo a la interpretación ejerció como profesora de Educación Física durante un corto período de tiempo. Estudió Periodismo. En cuanto a su formación complementaria ha estudiado danza contemporánea, ballet clásico, danza moderna y hip-hop, y cabaret. Ha realizado varios cursos de interpretación y doblaje.
Trabajó por primera vez en un medio audiovisual en la televisión local de su ciudad (Televigo) como azafata. Su primer trabajo como actriz fue el papel de Paula Barreiro (antes interpretado por Cristina Castaño) en la exitosa serie del canal autonómico gallego TVG, Pratos combinados. En ella coincidió con Ernesto Chao, Mabel Rivera, Antonio Durán "Morris", Manuel Millán o su padre en la serie Xosé Manuel Olveira "Pico". A partir de ahí participó como presentadora y actriz en múltiples series y espacios de la TVG. También ha trabajado en teatro y como actriz de doblaje, así como en publicidad y como modelo en pases y sesiones fotográficas. Participó como actriz al reparto de la primera serie diaria de producción española de La Sexta, SMS, donde interpretaba a Lucía. En esta serie coincidió junto a otras jóvenes promesas del cine y la TV españolas como Amaia Salamanca (con la que coincidirá más tarde en Sin tetas no hay paraíso), Yon González, Aroa Gimeno y Mario Casas.
En 2008 se da a conocer a nivel nacional mediante su papel de Jessica en Sin tetas no hay paraíso, serie emitida por Telecinco y que se convirtió en la revelación televisiva de la temporada 2007-08 al congregar semanalmente a más de 4 millones de espectadores y un 23,4 % de cuota de pantalla. En STNHP interpreta a una mujer atractiva, con ganas de triunfar y persuasiva, capaz de conseguir todo lo que se propone y a la que su ambición la lleva a practicar la prostitución de forma ocasional para satisfacer sus necesidades económicas y mantenerse en un estatus social al que no pertenece. Junto a ella actúan, además de la ya mencionada anteriormente Amaia Salamanca, Miguel Ángel Silvestre, Cuca Escribano, Fernando Guillén Cuervo o Armando del Río. Además, en 2008 también participó en el nuevo videoclip de Melocos, "Fuiste tú". Un año después colaboró con Carlos Baute en el videoclip de su canción "Nada se compara a ti". Tras ser anunciado, el 16 de octubre de 2009, que había ganado el premio Ondas, la actriz confesó al diario Público: «Me quedé en estado de shock cuando me enteré».
Entre 2010 y 2012 representó el papel de Mollie Ralston en la obra de Agatha Christie La ratonera en el Teatro Reina Victoria de Madrid junto a Gorka Otxoa, Leo Rivera, Paco Churruca, Aroa Gimeno, Álvaro Roig, Maribel Ripoll y Guillermo Muñoz. Las críticas fueron mixtas para María Castro, desde «podemos sentir terror, angustia, dulzura, desconfianza y muchas otras emociones que reivindican su versatilidad como actriz» hasta «logra con su trabajo teatral en 'La Ratonera' pasar de curso con un aprobado pero, ni mucho menos, lograr una interpretación memorable. Le falta mucho recorrido, pero es cierto que tiene madera y ganas y que su figura no pasa desapercibida en escena.» María Castro aparece en las dos temporadas de Tierra de lobos en el papel de Elena y también apareció en la tercera temporada y última temporada de la serie finalizada en 2014. El 3 de septiembre de 2012 fue portada de la revista Interviú al aparecer en topless en una playa canaria
En marzo de 2013, la actriz María Castro fichó por la cadena de televisión Antena 3 para protagonizar la serie Vive cantando, donde dio vida a Trini y de la que se emitió en el prime time de la cadena aunque Telecinco contraprogramó también para los martes la tercera temporada de Tierra de lobos donde la actriz compitió contra sí misma en ambas cadenas. En abril de 2015 empezó la emisión de la serie de Televisión Española Seis hermanas, ambientada en el Madrid de 1913, y donde María Castro da vida a Francisca Silva, la más aventurera de las hermanas Silva. En diciembre de 2015, comienza a presentar en Neox el programa Neox Fan Confidential que se demuestra como se desmonta a la actriz.
A principios de octubre de 2016, se anunció su incorporación a la cadena Telecinco para protagonizar junto a Rubén Cortada entre otros, la serie Ella es tu padre que se estrenó en 2017. En 2017 y 2018 fue la protagonista de la séptima temporada de Amar es para siempre interpretando a Natalia Medina/Ana López.

## Vida personal
El 15 de septiembre de 2018 se casó en el Parador de Bayona con el actor José Manuel Villalba, con el que mantenía una relación desde 2013.
En marzo de 2016 María confirmó que estaba embarazada por primera vez. El 22 de junio de 2016 nació su primera hija, Maia. En mayo de 2020 confirmó que estaba embarazada por segunda vez. Su segunda hija, Olivia, nació el 1 de octubre de 2020. Su tercera hija, Emma, nació el 9 de abril de 2024.

## Filmografía

### Series de televisión
| Año           | Título                   | Personaje                                | Notas         |
| ------------- | ------------------------ | ---------------------------------------- | ------------- |
| 2001-2006     | Pratos combinados        | Paula Barreiro                           | 154 episodios |
| 2002-2005     | Avenida de América       | Sara                                     | 14 episodios  |
| 2006-2007     | SMS, sin miedo a soñar   | Lucía Jimeno                             | 185 episodios |
| 2006          | Los Serrano              | María                                    | 1 episodio    |
| 2006          | Ellas y el sexo débil    | Invitada                                 | 1 episodio    |
| 2006          | O show dos Tonechos      | María                                    | 1 episodio    |
| 2007          | Rocío, casi madre        | María                                    | 1 episodio    |
| 2008-2009     | Sin tetas no hay paraíso | Jessica del Río                          | 43 episodios  |
| 2009          | Una bala para el Rey     | Laura                                    | Miniserie     |
| 2010-2014     | Tierra de lobos          | Elena Valdés                             | 42 episodios  |
| 2013-2014     | Vive cantando            | María Trinidad «Trini» Almagro López     | 25 episodios  |
| 2013          | Salaó                    | Sagrario                                 | Miniserie     |
| 2013          | Aída                     | Leticia                                  | 1 episodio    |
| 2014          | Anna Karenina            | Varenka                                  | Miniserie     |
| 2015-2017     | Seis hermanas            | Francisca Silva                          | 381 episodios |
| 2017-2018     | Ella es tu padre         | Carmen Weiller                           | 13 episodios  |
| 2018-2019     | Amar es para siempre     | Ana López Rayos / Natalia Medina Alcázar | 255 episodios |
| 2022          | La que se avecina        | Cristina                                 | 1 episodio    |
| 2022; 2025    | Machos alfa              | Eugenia                                  | 6 episodios   |
| 2023-presente | La promesa               | Pía Adarre                               | ¿? episodios  |

### Cine
| Año  | Título                          | Personaje     | Director           |
| ---- | ------------------------------- | ------------- | ------------------ |
| 2003 | La vida mancha                  | Monitora      | Enrique Urbizu     |
| 2006 | Días azules                     | Estela        | Miguel Santesmases |
| 2009 | Los muertos van deprisa         | María         | Ángel de la Cruz   |
| 2013 | Combustión                      | Julia         | Daniel Calparsoro  |
| 2014 | Pancho, el perro millonario     | Luisa         | Tom Fernández      |
| 2016 | Las invasoras                   | Agente CIA    | Víctor Conde       |
| 2016 | 22 ángeles                      | Isabel Zendal | Miguel Bardem      |
| 2018 | Memorias de un hombre en pijama | Jilguero      | Carlos Ferfer      |
| 2022 | Mama no enRedes                 | Alicia        | Daniela Fejerman   |
| 2022 | El juego de las llaves          | Cris          | Vicente Villanueva |

### Programas de televisión
- Grandes Musicais (1999) - TVG.
- Estreas TVG (2000) - TVG.
- Gala Especial de Noiteboa (2001) - TVG.
- Gala de Entrega dos Premios Álvaro Cunqueiro (2002) - TVG.
- Gala Cutty Sark (2002) - TVG.
- Noites de verán (2002, 2003) - TVG.
- Pillados (2005) - TVG.
- Curtocircuito (2005, 2006) - TVG.
- Arredemo (2007) - TVG.
- Neox Fan Confidential (2015-2016) - Neox.
- Trabajo temporal (2016) - La 1.
- MasterChef Celebrity (2018) - La 1. 8.ª expulsada
- El juego de los anillos (2021) - Antena 3.
- El cazador (2023) - La 1.

## Obras de teatro
- La ratonera (2010), de Agatha Christie; dirigida por Víctor Conde - como Mollie Ralston.
- Crimen perfecto (2011), de Alfred Hitchcock; dirigida por Víctor Conde - como Margot Wendice.
- Una semana, nada más (2013), de Clément Michel; dirigida por Gabriel Olivares - como Sofía.
- La novia de papá (2015), de Paloma Bravo; dirigida por Joseph O'Curneen - como Sol.
- Dos más dos (2017-2018), de Daniel Cúparo y Juan Vera; dirigida por Maite Pérez Astorga y David Serrano - como Silvia.

## Premios y nominaciones

### Premios Ondas[13]
| Año  | Categoría                                     | Película                 | Resultado |
| ---- | --------------------------------------------- | ------------------------ | --------- |
| 2009 | Mejor intérprete femenina de ficción nacional | Sin tetas no hay paraíso | Ganadora  |

### Fotogramas de Plata
| Año  | Categoría                  | Película                 | Resultado |
| ---- | -------------------------- | ------------------------ | --------- |
| 2013 | Mejor actriz de televisión | Vive cantando            | Nominada  |
| 2010 | Mejor actriz de teatro     | La ratonera              | Nominada  |
| 2009 | Mejor actriz de televisión | Sin tetas no hay paraíso | Nominada  |

### Premios TP de Oro
| Año  | Categoría    | Película                 | Resultado |
| ---- | ------------ | ------------------------ | --------- |
| 2009 | Mejor actriz | Sin tetas no hay paraíso | Nominada  |

### Premios Mestre Mateo
| Año  | Categoría                                | Película                | Resultado |
| ---- | ---------------------------------------- | ----------------------- | --------- |
| 2008 | Mejor interpretación femenina de reparto | Los muertos van deprisa | Nominada  |
| 2007 | Mejor comunicador/a de televisión        | Arredemo                | Nominada  |
| 2005 | Mejor interpretación femenina de reparto | Pratos combinados       | Nominada  |

### Neox Fan Awards
| Año  | Categoría                  | Película                    | Resultado |
| ---- | -------------------------- | --------------------------- | --------- |
| 2014 | Mejor actriz de cine       | Pancho, el perro millonario | Ganadora  |
| 2014 | Mejor actriz de televisión | Vive cantando               | Nominada  |
| 2013 | Mejor actriz de cine       | Combustión                  | Nominada  |

### Premios Kapital
| Año  | Categoría                  | Serie de TV   | Resultado |
| ---- | -------------------------- | ------------- | --------- |
| 2014 | Mejor actriz de televisión | Vive cantando | Ganadora  |

### Otros
- Viguesa distinguida en 2023.[15]
- Ganadora del Premio Carabela de Oro de Baiona.[16]